# Trichananca aptera
Trichananca aptera là một loài bọ cánh cứng trong họ Anthicidae. Loài này được Lea miêu tả khoa học năm 1922.